# 스튜디오 54 (영화)
《스튜디오 54》(영어: 54)는 미국에서 제작된 마크 크리스토퍼 감독의 1998년 드라마 영화이다. 라이언 필리피 등이 출연하였고, 리처드 N. 글래드스틴 등이 제작에 참여하였다.

## 출연
- 라이언 필리피
- 살마 하예크
- 네브 캠벨
- 마이크 마이어스
- 실라 워드
- 브레킨 마이어
- 셰리 스트링필드
- 엘런 앨버티니 다우
- 캐머런 매시슨
- 헤더 매터래조
- 스킵 서더스
- 대니얼 러페인
- 에리카 알렉산더
- 도미닉 롬바도지
- 마크 러펄로
- 콜 서더스
- 로리 배글리
- 로런 허턴
- 바버라 러데키
- 론 제러미
- 마이클 요크

## 기타 제작진
- 협력 제작: 조너선 킹
- 배역: 케리 바든, 빌리 홉킨스, 수잰 크롤리
- 미술: 케빈 톰프슨
- 의상: 엘런 러터